# Haugen (Stad)

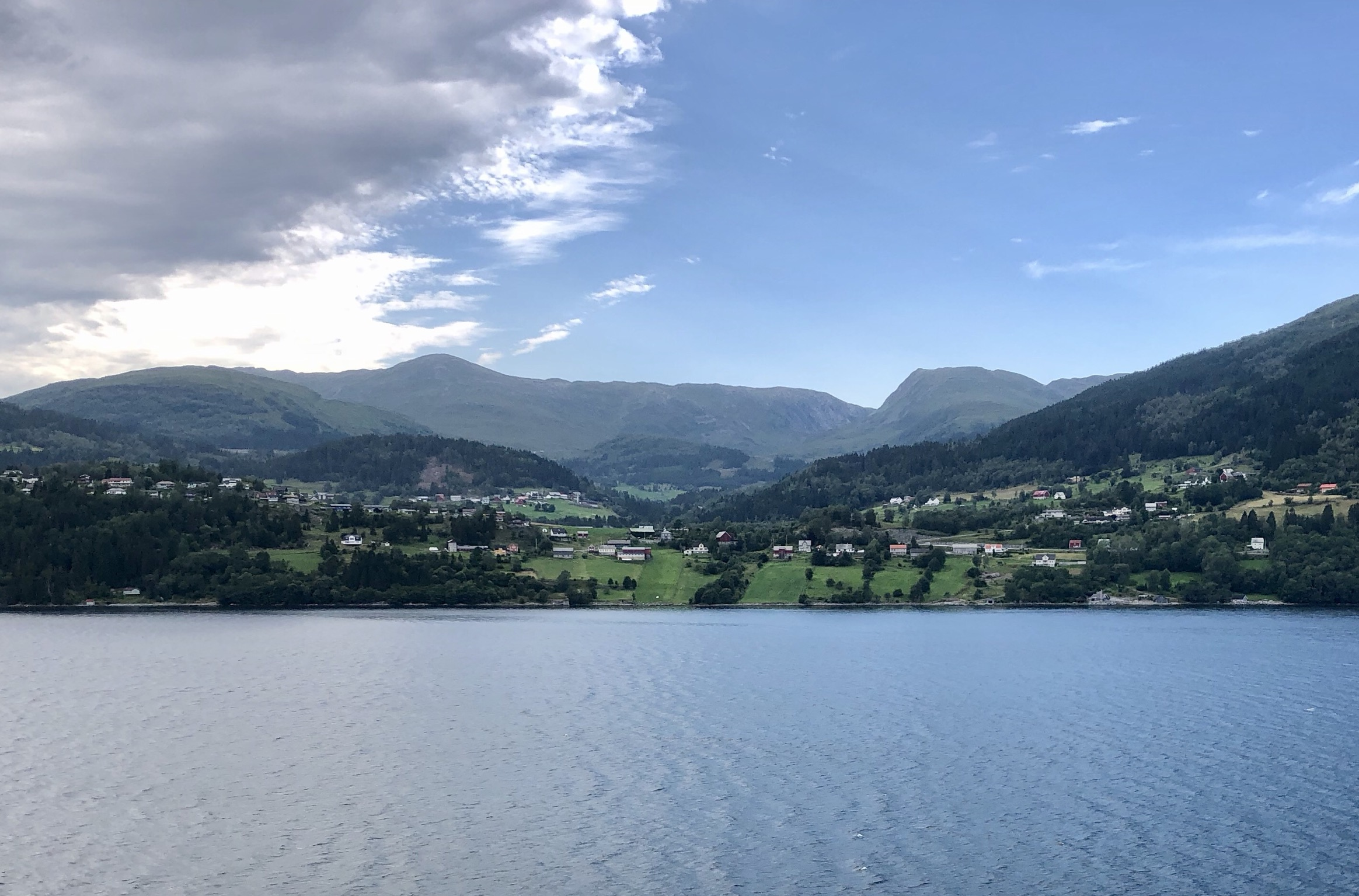
Blick von Süden auf Haugen, 2019

Haugen ist ein Dorf in der norwegischen Kommune Stad in der Provinz Vestland. Es befindet sich am nördlichen Ufer des Eidsfjords. 
Etwa fünf Kilometer östlich liegt Nordfjordeid, sechs Kilometer westlich Stårheim. Durch den Ort führt der Riksvei 15 auf den hier von Norden der Fylkesvei 661 einmündet. Durch den Ort fließt der Bach Hjalma, der unweit in den Eidsfjord mündet. Nördlich des Orts mündet die Tverrelva in die Hjalma. Südlich von Haugen fließt die Sjurslielva, die ebenfalls in den Fjord einmündet.
1917 wurde ein im Ort befindliches Schulhaus zur Kirche umgenutzt. 1989 entstand für die Kirchengemeinde ein Neubau. Der alte Kirchenbau wurde 1995 durch die Kommune gekauft und seitdem als Schulmuseum genutzt.
Im Ort befindet sich mit der Haugen skule og barnehage eine Schule mitsamt Kindergarten.